# Shaun Gladwell
Shaun Gladwell  est né en 1972 à Australie et habite à Sydney ; c'est un artiste actif dans l’art vidéo, la peinture, la sculpture et la photographie.

## Formation
Il a fini ses études à l’école d’art de l’université de Sydney et il a obtenu un master du College of Fine Arts de l'université de New South Wales. Il a continué ses études comme chercheur associé à l'université Goldsmiths de Londres.
Il a étudié la peinture mais il a aussi exploré la vidéo et d'autres supports.
En 1990, Gladwell était un membre du collectif d'art basé à Sydney.

## Événements importants

### 2000-2013
Son travail vidéo en 2000-2013 a porté sur des mouvements culturels. Gladwell a décrit son intérêt pour des formes comme la danse de rue, les sports extrêmes et le skateboarding.

### Maddestmaximvs 2009
En  2007 il a montré ses idées de l'art avec des œuvres de l'espace urbain et des environnements naturels. Il a passé beaucoup de temps dans le désert australien pour produire sa célèbre série vidéo intitulée Maddestmaximus. On y voit notamment des images de Car surfing.

### Official Australian War Artiste 2009
En 2009, Gladwell est devenu l'artiste du Monument de Guerre Officiel en Afghanistan.

### Skateboarders VS Minimalisme 2016
En janvier 2016, Gladwell a présenté sa nouvelle vidéo intitulée Skateboarders VS Minimalisme pour le 40ème Anniversaire du festival de Sydney, d’artistes intéressés par les sports populaires, culturels, et l'histoire de l'art et des musées.  

## Expositions
Depuis 2011, il a exposé dans des lieux comme l'Australie, l'Asie, les États-Unis et l'Europe.
Il a participé à de nombreuses biennales et triennales internationales, comprenant : the Yokohama Triennale (2005); Busan Biennale et triennale de São Paulo (2006); La Biennale de Venise (2007 & 2009); La Biennale de Sydney, Taipei Biennal et Biennale Cuvée, Linz (2008); Cairo Biennal (2010); the Shanghai Biennale, Chine (2012); The California-Pacific Triennal et SCAPE 7, Public Art Christchurch Biennal, Nouvelle Zélande (2013); Biennale d’Arte Contemporain, Douai (2015) et la Biennale de Cuenca (2016).

## À noter
- Shaun Gladwell a réalisé un des segments du film à sketches The Turning, tourné en 2013 par 18 réalisateurs.